# Żukawa (rejon mohylewski)
Żukawa (biał. Жукава; ros. Жуково, Żukowo) – wieś na Białorusi, w obwodzie mohylewskim, w rejonie mohylewskim, w sielsowiecie Paszkawa.
W XIX w. wieś i majątek ziemski należący do Kaszo-Zgierskich. Do 1917 położone było w Rosji, w guberni mohylewskiej, w powiecie mohylewskim. Następnie w granicach Związku Radzieckiego. Od 1991 w niepodległej Białorusi.